# くすぶり女とすん止め女
『くすぶり女とすん止め女』（くすぶりおんなとすんどめおんな）は、2023年10月11日（10日深夜）から11月29日（28日深夜）まで、テレビ東京系列の「ドラマチューズ!」枠にて放送されたテレビドラマ。主演は西田尚美と香音。
ふちいく子の著書『くすぶり女のシンデレラストーリー』（梓書院）を原案に、経済力や自己肯定感の低さからモラハラ夫と離婚できない2児の母と、恋愛も仕事も万年2番手で満たされない思いを抱える令和女性が、ぶつかり助け合いながら互いの目的を達成すべく奔走する様子が描かれる。
同枠で2022年11月に放送された女性応援ドラマ『完全に詰んだイチ子はもうカリスマになるしかないの』に引き続き、MEGUMIが企画・プロデュースを担当するテレビドラマの第2弾。

## キャスト

### 主要人物
山本郁子（やまもと いくこ）〈49〉
演 - 西田尚美
専業主婦で2児の母。モラハラ夫と離婚したいが、経済力や自己肯定感の低さから離婚できない。
八田にスカウトされPR会社「ラディアルPR」で働き始め、自立を目指す。
工藤ほのか（くどう ほのか）〈25 → 26〉
演 - 香音（8歳時：宝辺花帆美）
「ラディアルPR」の営業。恋愛も仕事も万年2番手で満たされない思いを抱える。

### 周辺人物
八田誠
演 - 渋谷謙人
「ラディアルPR」の営業二部部長。郁子をアルバイトとしてスカウトする。
本間隼斗〈25〉
演 - 中川大輔
ほのかがマッチングアプリで知り合った男性。
後にフェムテック企業のクライアントとしてほのかと顔を合わせる。
烏森秀一
演 - 杢代和人（原因は自分にある。）
ほのかがマッチングアプリで知り合った男性。
綾乃
演 - 大久保桜子
八田の元婚約者。
ちーママ
演 - MEGUMI
飲み屋のちーママ。
ママ
演 - ふちいく子
飲み屋のママ。
山本武（やまもと たけし）
演 - 勝村政信
郁子の夫。「ラディアルPR」の営業一部部長。モラハラ夫でパワハラ部長。
「論外で〜す」が口癖で弱い立場の人間を見下す。

### 山本家
山本明（やまもと あきら）
演 - 込江海翔
郁子と武の息子。高校生。ネイリストを夢見るコスメ男子。
山本澪（やまもと みお）
演 - 河野彩吹
郁子と武の娘。小学生。

### 工藤家
工藤智子
演 - 舟木幸
ほのかの母親。

### ラディアルPR
坂本真由美
演 - 上地由真
営業成績の良い営業一部の部長である武をおだてる。
姫野
演 - 星野奈緒
若井
演 - 田中智也
一ノ瀬明日香
演 - 志武明日香
その他の社員
演 - 幹大、木下朝実、西川茉佑、五郎丸愛、宮園莉桜

### ゲスト

#### 第1話
久胡惠美子〈75〉
演 - 仲野元子
郁子の母親。福岡で駄菓子屋を営む。
久胡哲朗〈78〉
演 - 小高三良
郁子の父親。
柴田嗣春
演 - KAƵMA（しずる）
「ラディアルPR」のクライアント。福岡のドーム球場でVIPルームでの観戦の接待中、ビールが冷えていないとほのかにクレームをつける。
佳子
演 - 加藤美智子
車椅子に乗る柴田の母親。ほのかにクレームをつける息子を𠮟りつける。
エハラマサヒロ
演 - エハラマサヒロ
飲み屋の飲み客。

#### 第2話
猿田
演 - DJ KOO（第3話回想）
イベントプロデュース会社「モリアガール」の社長。飛び込み営業をかけた郁子と3千万円の仕事を契約する。
岩田、受付、社長
演 - 荒川浩平、田丸りさ、蕭偉城（本人役）
ほのかが飛び込み営業をかけた小型EVメーカー「HW ELECTRO」の社員と受付と社長。
真桑厚人
演 - 島丈明
「ラディアルPR」の社員。ほのかは女を使い仕事が取れていると皮肉る。

#### 第3話
徳田
演 - マイケル富岡
補正下着メーカー「ダイアナ」の社長。SNSで自社が主催するプロポーションコンテストを盛り上げたほのかと郁子を高く評価する。

#### 第5話
本間佳世
演 - 椿鬼奴
隼斗の母親。シングルマザーで隼斗を育てるために若いころは土木作業員の仕事をしていた。
伊集院
演 - 凰稀かなめ（第7話・最終話）
フェムテックイベントを視察する女性。女性用ウィッグメーカー「フォンテーヌ」の社員。
坪井
演 - 下垣真香
隼斗の勤務するフェムテック企業の社員。隼斗が自社初のフェムテックマイスターと紹介する。

#### 第7話
津村
演 - 船越英一郎（友情出演）
「フォンテーヌ」の社長。「ワンチーム」が口癖。会社をPRしてくれたほのかと郁子に感謝する。
Mr.T（ミスター ティー）
演 - Mr.T
来日中に「フォンテーヌ」を訪れていたカリスマ美容師。

#### 最終話
社長
演 - 吉田雅一（第6話•第8話)
「ラディアルPR」の社長。武の横領を捏造した八田を懲戒解雇する。

## スタッフ
- 原案 - ふちいく子『くすぶり女のシンデレラストーリー』（梓書院）[1]
- 企画・プロデュース - MEGUMI
- 脚本 - 川原杏奈、我人祥太、太田勇[1]
- 監督 - 太田勇、畑中みゆき[1]
- 劇中メインテーマ - 田中恵玲奈[注 2]「今夜」[3]
- エンディングテーマ - MUNEHIRO feat.重盛さと美「survival song」（ALPS STUDIO）[30]
- 挿入歌 - 重盛さと美feat.友達「AAAANNNN」（ALPS STUDIO）[30]
- フードドリンクセレクター - 星野奈緒、若月佑太
- EDダンス振り付け - いしひろの
- 絵画制作（風刺画） - はるな檸檬
- プロデューサー - 井上穂乃香（テレビ東京）、原口真鈴（テレビ東京）、大波多洋貴（クリーク・アンド・リバー社）、藤倉忠和（KICKY）、髙越裕之（クリーク・アンド・リバー社）[30]
- 制作 - テレビ東京、クリーク・アンド・リバー社[30]
- 製作著作 - 「くすぶり女とすん止め女」製作委員会[30]

## 放送日程
| 各話   | 放送日   | サブタイトル                                    | サブタイトル                                            | 脚本            | 監督       |
| 各話   | 放送日   | 公式サイト                                      | 作中発表                                                | 脚本            | 監督       |
| ------ | -------- | ----------------------------------------------- | ------------------------------------------------------- | --------------- | ---------- |
| 第1話  | 10月11日 | ○○より○○って思う人生って、どうよ?               | 誰かよりマシって思う人生って、どうよ?                   | 川原杏奈 太田勇 | 太田勇     |
| 第2話  | 10月18日 | ○○○でいることって得なんだっけ?                  | オンナでいることって得なんだっけ?                       | 川原杏奈 太田勇 | 太田勇     |
| 第3話  | 10月25日 | 「○○」と「○○」どっちが傷つく?                   | 「本当」と「ウソ」どっちが傷つく?                       | 我人祥太        | 畑中みゆき |
| 第4話  | 11月01日 | 女の幸せに「○○」と「○○○」はマストなの?          | 女の幸せに「家族」と「子ども」はマストなの?             | 我人祥太        | 畑中みゆき |
| 第5話  | 11月08日 | 「○○○○」とか「○○○○」とか誰に縛られてるんだっけ? | 「女だから」とか「男だから」とか誰に縛られてるんだっけ? | 川原杏奈 太田勇 | 太田勇     |
| 第6話  | 11月15日 | 私に本当に○○○○って誰?                           | 私に本当に必要な人って誰?                               | 川原杏奈 太田勇 | 太田勇     |
| 第7話  | 11月22日 | 「○○○○」はどこがゴール?                         | 「悪者退治」はどこがゴール?                             | 我人祥太        | 太田勇     |
| 最終話 | 11月29日 | 私なんかって思う人生はもうやめた                | 私なんかって思う人生はもうやめた                        | 我人祥太        | 太田勇     |

## 放送局
| 放送期間                  | 放送時間                     | 放送局         | 対象地域       | 備考   |
| ------------------------- | ---------------------------- | -------------- | -------------- | ------ |
| 2023年10月11日 - 11月29日 | 水曜 0:30 - 1:00（火曜深夜） | テレビ東京     | 関東広域圏     | 製作局 |
|                           |                              | テレビ北海道   | 北海道         |        |
|                           |                              | テレビ愛知     | 愛知県         |        |
|                           |                              | テレビせとうち | 岡山県・香川県 |        |
|                           |                              | TVQ九州放送    | 福岡県         |        |

## ネット配信
| 配信開始月 | 配信サイト         | 配信料金     | 備考                     |
| ---------- | ------------------ | ------------ | ------------------------ |
| 2023年10月 | ネットもテレ東     | 広告付き無料 | 見逃し配信               |
| 2023年10月 | TVer               | 広告付き無料 | 見逃し配信               |
| 2023年10月 | U-NEXT             | 定額制有料   | 各話放送終了直後から配信 |
| 2023年10月 | Amazon Prime Video | 定額制有料   | 各話放送終了直後から配信 |

## 書誌情報
- ふちいく子『くすぶり女のシンデレラストーリー -最強のおんな営業・シンデレラから学ぶ人生を変える3つの原則10のルール-』 梓書院、2022年11月24日発売[33]、ISBN 978-4-87035-748-8